# Bouvardia subcordata
Bouvardia subcordata är en måreväxtart som beskrevs av Paul Carpenter Standley. Bouvardia subcordata ingår i släktet Bouvardia och familjen måreväxter. Inga underarter finns listade i Catalogue of Life.